# فرانتس هیلر
فرانتس هیلر (انگلیسی: Franz Hiller؛ زادهٔ ۲۲ اکتبر ۱۹۵۰) بازیکن فوتبال اهل آلمان است.
از باشگاه‌هایی که در آن بازی کرده‌است می‌توان به باشگاه فوتبال الچه، باشگاه ورزشی وردر برمن، و باشگاه فوتبال مونیخ ۱۸۶۰ اشاره کرد.